# Sibiraea angustata
Sibiraea angustata är en rosväxtart som först beskrevs av Alfred Rehder, och fick sitt nu gällande namn av Hand.-mazz.. Sibiraea angustata ingår i släktet Sibiraea och familjen rosväxter. Inga underarter finns listade i Catalogue of Life.